# Jafrailyson Acton
Jafrailyson Acton (* 14. November 2004) ist ein niederländischer Leichtathlet, der sich auf den Sprint spezialisiert hat.

## Sportliche Laufbahn
Erste internationale Erfahrungen sammelte Jafrailyson Acton im Jahr 2025, als er bei den U23-Europameisterschaften in Bergen mit der niederländischen 4-mal-100-Meter-Staffel in 39,17 s den fünften Platz belegte.
2024 wurde Acton niederländischer Meister in der 4-mal-100-Meter-Staffel.

## Persönliche Bestleistungen
- 100 Meter: 10,43 s (−0,4 m/s), 24. Mai 2025 in Brüssel
  - 60 Meter (Halle): 6,78 s, 25. Januar 2025 in Apeldoorn